# Isidor Wozniczak

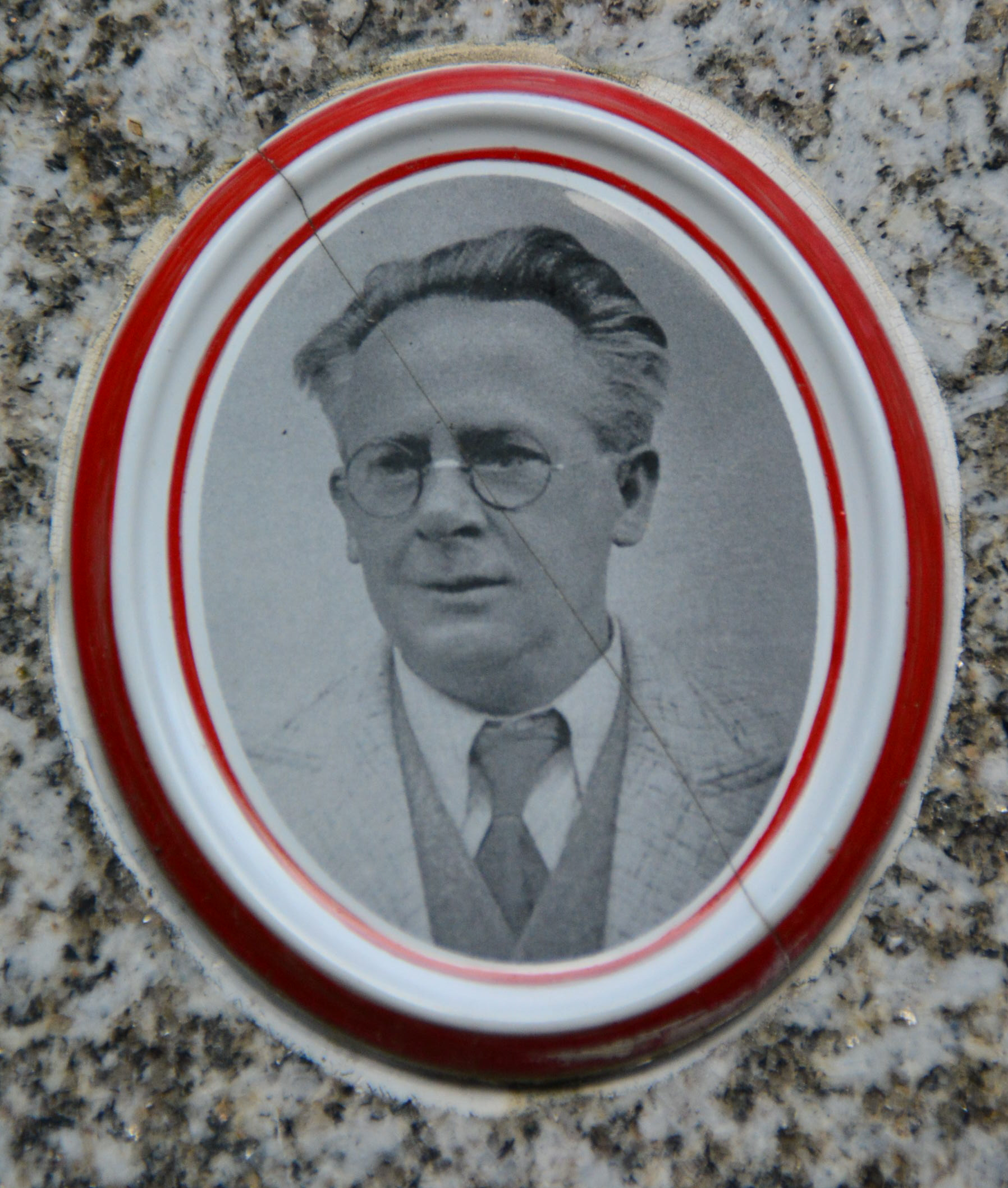
Porträt von Isidor Wozniczak auf dem Gedenkstein

Isidor Wozniczak (* 1. März 1892 in Wien; † 2. Mai 1945 in Mödring) war ein österreichischer Hotelier und sozialdemokratischer Gegner des Nationalsozialismus, der kurz vor Ende des Zweiten Weltkriegs von Nationalsozialisten ermordet wurde.

## Leben und Werk
Zwischen 1906 und 1909 absolvierte Isidor Wozniczak im Rahmen einer Mechanikerlehre die Berufsausbildung zum Werkzeug- und Orthopädiemechaniker. 1910 war er als sozialdemokratischer Vertrauensmann tätig, 1915 wurde er während des Ersten Weltkrieges zum Kriegsdienst eingezogen. Im Frühjahr 1920 heiratete Wozniczak Gisela Laferl, die seit 1919 in Wien als sozialdemokratische Gemeinderätin tätig war. Trauzeuge war der Wiener Vizebürgermeister Georg Emmerling. Im selben Jahr übersiedelte das Ehepaar nach Kamegg, wo Isidor Wozniczak zahlreiche politische Funktionen wahrnahm: Er war unter anderem Hauptvertrauensmann und Leiter der Arbeitsgemeinschaft der sozialdemokratischen Organisation Gars-Thunau sowie – bis zum Verbot der Sozialdemokratischen Partei 1934 – Gemeinderat in Kamegg.

Arische Sommerfrische. Inserat der Gemeinde Gars vom 19. Juni 1938.

1935/36 erwarb die Familie Wozniczak die Waldpension in Gars. Nach dem „Anschluss“ Österreich und der damit verbundenen Ausrufung der arischen Sommerfrische Gars geriet die Familie Wozniczak wegen ihrer sozialdemokratischen Überzeugung und ihres sozialdemokratischen sowie jüdischen Freundes- und Gästekreises ins Visier der Nationalsozialisten, weil die Waldpension trotz des amtlichen Verbotes weiterhin jüdische Gäste beherbergte und diesen den Zugang zum eigenen Badeplatz am Kamp erlaubte, der deshalb von der Gemeinde Gars gekündigt wurde. Während der NS-Zeit wurde Wozniczak drei Mal denunziert, verhaftet und inhaftiert. Im Februar 1942 folgte einem Streit mit dem Garser Bürgermeister August Sachseneder eine Hausdurchsuchung, bei der Bücher gefunden wurden, die für kommunistisch gehalten wurden, weshalb Wozniczak von der Gestapo verhaftet, aber bald darauf wieder freigelassen wurde. Im Herbst 1944 wurde Wozniczak verhaftet, weil er Kriegsgefangenen, die seine Arbeitskollegen waren, Obst und Zigaretten geschenkt hat, was streng verboten war und zu seiner zweiten Inhaftierung, zuerst in Znaim, dann in Wien geführt hat. Dank der Flucht der Nazis vor der heranrückenden Roten Armee kam Wozniczak Anfang April 1945 frei und kehrte nach Gars zurück. Dort wurde er am 24. April 1945 in Schutzhaft genommen und ins Gefangenenhaus Horn eingeliefert. Am 2. Mai 1945 wurde er von Volkssturmmännern übernommen, ohne Prozess, geschweige denn Urteil in Mödring erschossen und seine Leiche verscharrt. Nach einjähriger Suche wurde sein Grab am 24. August 1946 entdeckt, sein Leichnam am 6. September 1946 exhumiert und am 15. September 1946 unter großer öffentlicher Anteilnahme in Wozniczaks Heimatgemeinde Gars am Kamp bestattet.
Wozniczak jüngerer Sohn Gregor kam 1943 in Stalingrad ums Leben, sein älterer Sohn Walter 1947 in sowjetischer Kriegsgefangenschaft. Wozniczaks Frau Gisela sowie die gemeinsame Tochter Mathilde leiteten die Waldpension ab 1949.

## Ehrungen

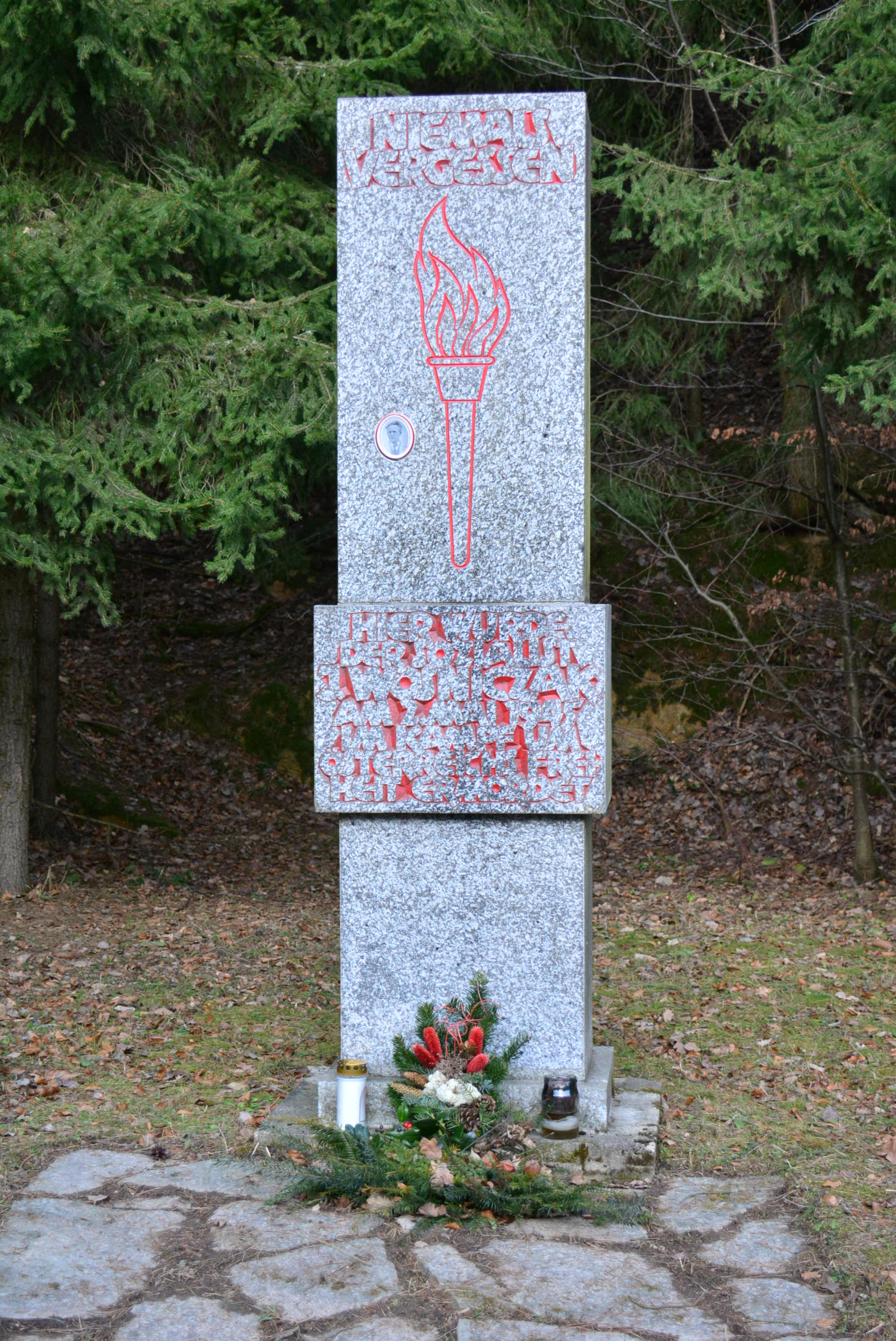
Gedenkstein an der Straße von Mödring nach Staningersdorf

- 1946: Gedenktafel an seinem Wohnhaus, der von ihm betriebenen Waldpension in Gars am Kamp
- 1961: Gedenkstein an Wozniczaks Sterbeort in Mödring
- 1978: Ehrenzeichen für Verdienste um die Befreiung Österreichs von der nationalsozialistischen Gewaltherrschaft
- 1988: Straßenbenennung: Aufgrund eines einstimmigen Gemeinderatsbeschlusses wurde 1988 die Garser Villengasse, in der Wozniczak gelebt und gearbeitet hatte, in Wozniczakgasse umbenannt.